# آج نیوز
آج نیوز (انگلیسی: Aaj News) شرکت رسانه‌ای پاکستانی است، که در سال ۲۰۰۵ تأسیس شد.